# Šarišská Poruba
Šarišská Poruba (węg. Kapivágása) – wieś (obec) na Słowacji położona w kraju preszowskim, w powiecie Preszów. Pierwsza pisemna wzmianka o miejscowości pochodzi z roku 1410.